# Andorra ai XXI Giochi olimpici invernali
Andorra ha partecipato ai XXI Giochi olimpici invernali di Vancouver, che si sono svolti dal 12 al 28 febbraio 2010, con una delegazione di 6 atleti.

## Sci alpino
| Gara           | Atleta              | 1° manche  | 2° manche  | Tempo totale | Posizione |
| -------------- | ------------------- | ---------- | ---------- | ------------ | --------- |
| Slalom         | Roger Vidosa        | non finito |            |              |           |
| Gigante        | Roger Vidosa        | 1'21"91    | non finito |              |           |
| Super-g        | Kevin Esteve Rigail | 1'35"67    | 1'35"67    | 1'35"67      | 39        |
| Super-g        | Roger Vidosa        | 1'33"65    | 1'33"65    | 1'33"65      | 33        |
| Discesa        | Kevin Esteve Rigail | 1'59"61    | 1'59"61    | 1'59"61      | 47        |
| Discesa        | Roger Vidosa        | 1'59"65    | 1'59"65    | 1'59"65      | 48        |
| Supercombinata | Kevin Esteve Rigail | non finito |            |              |           |
| Supercombinata | Roger Vidosa        | 1'57"48    | 52"85      | 2'50"33      | 25        |

| Gara           | Atleta           | 1° manche  | 2° manche  | Tempo totale | Posizione  |
| -------------- | ---------------- | ---------- | ---------- | ------------ | ---------- |
| Slalom         | Mireia Gutiérrez | 54"81      | non finito |              |            |
| Slalom         | Sofie Juarez     | non finito |            |              |            |
| Gigante        | Mireia Gutiérrez | 1'20"61    | non finito |              |            |
| Gigante        | Sofie Juarez     | non finito |            |              |            |
| Super-g        | Mireia Gutiérrez | non finito | non finito | non finito   | non finito |
| Discesa        | Mireia Gutiérrez | 1'52"67    | 1'52"67    | 1'52"67      | 28         |
| Supercombinata | Mireia Gutiérrez | 1'29"16    | 46"51      | 2'15"67      | 24         |

## Sci di fondo
| Gara                        | Atleta          | Tempo d'arrivo | Posizione  |
| --------------------------- | --------------- | -------------- | ---------- |
| 15 km a tecnica libera      | Francois Soulie | 38'36"0        | 73         |
| 30 km inseguimento          | Francois Soulie | non finito     | non finito |
| 50 km con partenza in linea | Francois Soulie | 2h 25'00"8     | 47         |

| Gara        | Atleta          | Qualificazioni | Qualificazioni | Quarti di finale | Quarti di finale | Semifinali | Semifinali | Finale | Finale    |
| Gara        | Atleta          | Tempo          | Pos.           | Tempo            | Pos.             | Tempo      | Pos.       | Tempo  | Posizione |
| ----------- | --------------- | -------------- | -------------- | ---------------- | ---------------- | ---------- | ---------- | ------ | --------- |
| Individuale | Francois Soulie | 3'55"22        | 56             |                  |                  |            |            |        |           |

## Snowboard
| Gara                     | Atleta              | Qualificazioni | Qualificazioni | Ottavi | Quarti | Semifinali | Finale |
| ------------------------ | ------------------- | -------------- | -------------- | ------ | ------ | ---------- | ------ |
| Snowboard cross maschile | Lluís Marin Tarroch | 1'47"36        | 34             |        |        |            |        |